# شرکت سهامی خاص
شرکت سهامی خاص (به انگلیسی: Privately held company) گونه‌ای شرکت سهامی است که سهام آن قابل داد ستد در بورس اوراق بهادار نیست اما توسط مردم به راحتی قابل معامله است. هنگام تأسیس چنین شرکتی باید همه سرمایه آن توسط موسسان تأمین، و بخشی از سرمایه در بانک سپرده‌گذاری شده باشد.
در شرکت‌های سهامی خاص، همانند شرکت با مسئولیت محدود و برخلاف شرکت تضامنی، مسئولیت هر یک از سهامداران در مورد بدهی های شرکت محدود به مبلغ سرمایه‌گذاری شده در شرکت است و در صورت عدم کفایت مجبور نیستند اموال شخصی خود را در این راه مصرف نمایند.
در ایران تفاوت شرکت‌های سهامی خاص با شرکت با مسئولیت محدود این است که شرکت با حداقل سه نفر سهامدار قابل تشکیل است و سهام نیز بدون نیاز به ثبت در دفتر اسناد رسمی قابل نقل و انتقال هستند و در شرکت مسئولیت محدود سرمایه به صورت اعلامی می‌باشد و هر چقدر که اعلام شود احتیاجی به واریزی به حساب شرکت ندارد، ولی در شرکت سهامی خاص الزاماً ۳۵٪ مبلغ اعلامی می‌بایست به صورت نقد به حساب شرکت واریز گردد و ۶۵٪ در تعهد مابقی ظرف ۵ سال تادیه گردد.
شرکت سهامی خاص شرکتی است که تمام سرمایه آن در موقع تأسیس منحصراً به‌وسیله مؤسسین تأمین می‌گردد. مدیر شرکت سهامی خاص نمی‌تواند خارج از سیستم سرمایه گذاران باشد.
شرکت سهامی خاص ثبت شرکتی است که از لحاظ ساختاری شبیه به شرکت مسئولیت محدود بوده اما سرمایه در آن به قطعات سهم یا سهام تبدیل می‌گردد. شرکت سهامی خاص شرکت بازرگانی تلقی می‌گردد و برای اخذ تسهیلات بانکی، گرفتن نمایندگی‌های یا شرکت در مناقصات و مزایده‌های دولتی و نمایشگاه‌ها از اعتبار نسبتاً خوبی برخوردار است.
به این دلیل به آن شرکت سهامی گفته می‌شود که سرمایه آن تبدیل به سهام می‌گردد. همان‌طور که گفتیم شرکت سهامی خاص و مسئولیت محدود بی شباهت به یکدیگر نبوده و در هر دو این شرکتها مسئولیت اعضا در صورت عدم کفایت به نسبت سرمایه یا سهام آنها می‌باشد و جهت طلب بدهی‌های شرکت در اموال شخصی آنها دخل و تصرفی وارد نمی‌شود.

## خصوصیات شرکت سهامی خاص
- در شرکت سهامی خاص، سرمایه شرکت به هنگام تاسیس نباید کمتر از یک میلیون ریال باشد.
- تعداد مدیران حداقل 3 نفر است.
- در این نوع شرکت، تعداد سهامداران نباید از سه نفر کمتر باشد.
- اوراق قرضه قابل منتشر شدن نمی باشد.
- در این شرکت، سهام شرکت، نمی تواند در بازار بورس معامله شود و در صورت نقل و انتقال سهام شرکت، موافقت مدیران و مجامع عمومی صاحبان سهام الزامی است.
- شرکت سهامی خاص، نمی تواند به صدور اوراق قرضه اقدام کند.
- مسئولیت هر کدام یک از صاحبان سهام محدود به مبلغ اسمی سهام آن ها می باشد.

## حداقل سرمایه برای ثبت شرکت سهامی خاص
سرمایه لازم برای ثبت شرکت سهامی خاص دست کم یک میلیون ریال (یکصد هزار تومان) می‌باشد که باید توسط خود  مؤسسین  تأمین گردد که از این مبلغ حداقل ۳۵٪ از آن در حسابی به نام «شرکت در شرف تأسیس» نزد یکی از بانک‌ها سپرده‌گذاری می‌گردد.
افزایش سرمایه در شرکت‌های سهامی خاص
از آنجایی که صاحبان شرکت سهامی خاص می‌توانند تا ۱۰ برابر سرمایه ثبت شده خود از سیستم بانکی وام بگیرند، بنابراین در هنگام اخذ تسهیلات معمولاً باید افزایش سرمایه داشته باشند.

## مدارک مورد نیاز جهت ثبت شرکت سهامی خاص چیست؟
برای تاسیس یک شرکت سهامی خاص، نیاز به مدارک اولیه دارید؛ به همراه داشتن این موارد در اداره ثبت شرکت ها الزامی است:
1. دو سری از اظهارنامه شرکت
2. دو رونوشت از اساسنامه شرکت
3. ارائه دو رونوشت از صورتجلسه مجمع عمومی موسسین
4. دو رونوشت از صورتجلسه هیات مدیره با امضای مدیران برگزیده
5. اصل یا یک نسخه از قیم نامه
6. فیش ۴۰/۰۰۰ ریال باید پرداخت شود.
7. تصویر شناسنامه ی برابر اصل شده توسط دفاتر اسناد رسمی- همه ی اعضای هیات مدیره، سهامداران و بازرسین
8. کپی کارت ملی برابر اصل شده توسط دفاتر اسناد رسمی-همه ی اعضای هیات مدیره ،سهامداران و بازرسین
9. عرضه گواهی پرداخت حداقل 35% سرمایه شرکت از بانکی که حساب شرکت در شرف تاسیس در آن جا افتتاح شده است.
10. تسلیم تقویم نامه کارشناس رسمی دادگستری در صورتی که آورده شرکت غیر نقدی منقول و یا غیر منقول باشد.
11. اصل سند مالکیت در صورتی که اموال غیر منقول جزء سرمایه شرکت است.
12. گواهی عدم سوء پیشینه کیفری همه ی اعضای هیات مدیره و بازرسان شرکت.
13. اقرارنامه ی همه ی اعضا ی هیئت مدیره مبنی بر اینکه کارمند رسمی دولت نمی باشند و مدیر عامل مبنی بر اینکه در شرکت دیگری سمت مدیریت عامل را دارا نمی باشد.
14. اگر اعضای هیئت مدیره و ناظران شخص حقوقی باشند، یک نسخه از آخرین روزنامه رسمی شخص حقوقی و یک نسخه برابر اصل شده کارت ملی و شناسنامه وکیل شخص حقوقی
15. وکالتنامه امضاء شده را ارائه دهند.
16. اصل قیم نامه چنانچه یکی از اعضا دارای اهلیت نباشد.
17. چنانچه اعضا با سهامداران شخص حقوقی می باشند، ارائه رونوشت آگهی تاسیس، روزنامه رسمی، رونوشت روزنامه ی رسمی آخرین تغییرات همراه با رونوشت شناسنامه و کارت ملی برابر اصل شده ی نماینده ی شخص حقوقی الزامی است.
18. مجوز مربوط به فعالیت از مرجع ذیربط در صورت نیاز.[۱۰]